# トーマス・クック・グループ
トーマス・クック・グループ (英: Thomas Cook Group plc) は、イギリスの旅行会社グループ。
近代的な意味での世界最初の旅行会社とされる。その後、所有権は変遷しているが、グループの実質的な本部は、ロンドンに置かれていた。また、トーマス・クック単体（英: Thomas Cook Retail Ltd）の登記上の本店所在地は、ピーターバラに置かれていた。
2010年代に入ると経営が悪化し、2019年9月23日、ロンドンの裁判所に破産申請を行った。その後中国の復星国際が商標権を引き継ぎ、2020年7月より新法人として営業を再開している。

## 歴史
中世にはヴェネツィア共和国などの商人などが聖地巡礼旅行の斡旋を行っていた、旅行客のためのホテルや交通機関の予約代行や団体列車の運行をおこなったのは、19世紀のトーマス・クックが初めてである。それまでは、旅行者が各自で切符などの手配などを行わなければならなかった。
設立者のトーマス・クックはプロテスタントの一派であるバプティスト派の伝道師で、禁酒運動に打ち込んでいた。1841年に開催された禁酒運動の大会に、信徒を数多く送り込むため、列車の切符の一括手配を考えだし、当時高価だった鉄道を割安料金で乗れるようにした。これをきっかけに一般の団体旅行を扱い始めた。
1855年からは、イギリスからヨーロッパ諸国への団体旅行も扱うようになった。1871年には彼の息子たちとともに「Thomas Cook & Son」社を設立した。1872年に、世界一周団体旅行を始めた（リバプール→ニューヨーク→サンフランシスコ→日本→中国→シンガポール→インド→（スエズ運河)→イギリス）。1873年には『Thomas Cook Continental Time Table』（トーマスクック・ヨーロッパ鉄道時刻表）を発刊した。1874年には、トラベラーズチェックの取り扱いも開始した。
1928年にクック家の所有から離れ、その後1948年、1972年と所有権が移転し、1992年にはドイツのランデス銀行の傘下となるが、1995年に再び買収される。1999年の合併でJMC (John Mason Cook) となった。2001年、ドイツのルフトハンザ航空と流通大手カールシュタット・クヴェレとの合弁事業として持分50対50で設立された「C&Nトゥーリスティック」(C&N Touristik AG) に買収され、トラベレックスにトラベラーズチェック事業を含む金融部門を売却。
その後、親会社のC&Nトゥーリスティック自身の社名変更により、「Thomas Cook AG」となった。2006年末、ルフトハンザが持分を合弁事業相手のカールシュタット・クヴェレに売却しカールシュタット・クヴェレ全株子会社となった。カールシュタット・クヴェレは2007年7月にアーカンドル (Arcandor AG) に社名変更。Thomas Cook AGは、2007年7月19日にマイトラベル・グループ（英: MyTravel Group plc）を吸収合併することにより（マイトラベル・グループの持っていた各旅行ブランドは、トーマスクックの各旅行ブランドに吸収される形で消滅）、現在に続く「トーマス・クック・グループ」(Thomas Cook Group plc) が設立された。

## 現在
トーマス・クック・グループの設立を受けてロンドン証券取引所に上場、その後2009年にアーカンドルは破産申請し、トーマスクックの株式を売却したため再びイギリスをグループの本拠とする形となった。なお、トーマス・クック単体 (Thomas Cook Retail Ltd) の登記上の本店所在地がピーターバラに置かれているが、同地はかつての本社の所在地である。この頃、メディア対応はピーターバラで行われていた。
その後、世界17か国に拠点を持ち（旅行部門17か国、航空部門6か国）、世界有数のレジャートラベルグループに成長した。ツアーオペレーター、トーマス・クック航空、旅行代理業、ホテルなど、旅行におけるさまざまな分野で幅広いネットワークを保持する。イギリスに加えて、ドイツ、フランス、北欧、北米を主要5拠点としている。2012年にグループのCEOとなったハリエット・グリーンは、オンライン販売の拡大や店舗数の整理などの経営改革を進め、グループの財務状況を改善させた。
この経営改革を通じて、2013年8月に『トーマスクック・ヨーロッパ鉄道時刻表』と『Thomas Cook Rail Map Europe』（トーマスクック・ヨーロッパ鉄道地図）は休刊となり、出版業から撤退した。それから数か月以内に、時刻表の発行を引き継ぐ新会社European Rail Timetable Limitedが設立され、トーマス・クック・グループからの許可と法的権利を確保した。新会社は2014年3月に創刊号を発行した。タイトルは『ヨーロッパ鉄道時刻表』(European Rail Timetable)となり、「トーマス・クック」の名称が外された。2016年からはデジタル版が導入され、一方で書籍版は月刊から隔月刊になった。
2014年にハリエット・グリーンは辞任し、以降はスイス出身のピーター・ファンコーサーがCEOを務めている。
2019年に発生したヨーロッパ諸国の熱波やブレグジットに起因する海外旅行需要の減少、またオンライン予約の普及により再び経営が悪化。2019年8月には、クラブメッドなどを傘下に持つ中国の投資会社・復星国際グループから延べ9億ポンドの支援を受ける内容で一度は債権者の合意を取り付けたが、その後なお2億ポンドの資金が必要となることが明らかになったため再建を断念し、9月23日にロンドンの裁判所に破産申請を行った。イギリス政府は同社のツアーで旅行中の15万人以上を無事に帰国させるため、「マッターホルン作戦」と名付けた「平時では最大規模の帰国作戦」を開始した。
その後2019年11月に、復星国際が「トーマス・クック」の商標権を取得。2020年7月に中国で新法人を設立したほか、同年9月にはイギリスでも営業を再開した。